# ゲキサカ
ゲキサカは、講談社が運営している、サッカー情報を専門に扱うインターネットメディアである。

## 概要
2002年日韓ワールドカップや、2006年ドイツワールドカップの公式ガイドブックなども手がけた講談社が刊行するサッカー専門誌「FOOTBALL NIPPON」が運営している。
元は携帯電話3キャリアのi-mode、EZweb、Yahoo!ケータイで閲覧するサッカー情報専門サイトであったが、現在ではPCやタブレットからでも閲覧可。また、iPadやiPhone向けのソフトバンクグループのアプリ「ビューン」で、ゲキサカプラスという毎日更新される電子雑誌も発行している。

## コンテンツ
最新ニュース
J、日本代表、欧州、世界、アジアなどジャンル別でも見られる検索機能付きサッカーニュース
Photoニュース
最新PhotoニュースではおもにJや海外サッカーを、
日本代表PhotoニュースではA代表から五輪、ユース世代代表まで幅広く写真掲載
注目選手トピックス
おもにJリーガー、欧州組など日本人の選手別トピックス
ワールドスタートピックス
海外、とくに欧州で活躍するスター選手別のトピックス
大河Photo絵巻
CWCや高校サッカー選手権、東アジア選手権など大会ごとの写真特集
LIVE速報（スコア速報）
Jリーグや欧州リーグなどリアルタイムの得点経過
LIVE速報（テキスト速報）
おもに日本代表などで得点経過以外の詳細をライブ実況
日本代表コーナー
各世代の写真付き選手名鑑や過去の試合結果、カレンダー、選手＆監督コメントなど
Jリーグコーナー
J1＆J2の各クラブデータ、選手名鑑、試合結果、順位表、得点ランキング、JFL結果も
海外コーナー
欧州主要リーグや各大陸W杯予選の試合結果、カレンダー、順位表など
Salsコーナー
ハロプロフットサルチーム「Gatas Brilhantes H.P.」およびフットサル日本代表、Fリーグの情報など
ETU公式サポーターズクラブ
週刊モーニングで連載中のサッカー漫画「GIANT KILLING」に出てくるクラブETUの公式サポーターページ
ゲキサカコラム＆FBN読み物
セルジオ越後｢越後録｣
フランス・グルノーブル渡辺会長「ナマ欧州サッカー事情｣
ケツメイシ DJ KOHNO「蹴れるってすばらしい｣
松原渓｢ピッチに恋して｣
藤原清美「ブラジルサッカー通信」
木次成夫「Jを目指せ」
ビッグクラブ2
ゲキさぶっ!! by 村山文夫
その他にも東京ヴェルディユース、山梨学院大付、静岡学園、市立船橋、滝川第二など学生選手によるコラムも連載されている(2010年12月現在)
ゲキスタ写真館
サポーターのスナップと写メ投稿。
読者コラム
読者によるサッカーコラム。
ゲキサカカフェ
参加型の読者ページ。
アンケート
さまざまなお題がある。
カルチョ
Jや代表などの試合を予想。勝てばポイントが入り景品と交換できる。
など